# Dicranomyia acanthophallus
Dicranomyia acanthophallus är en tvåvingeart som beskrevs av Alexander 1924. Dicranomyia acanthophallus ingår i släktet Dicranomyia och familjen småharkrankar. Inga underarter finns listade i Catalogue of Life.